# Yves Bichet
Pour les articles homonymes, voir Bichet.
Yves Bichet est un écrivain français, poète, romancier et dramaturge, né en 1951 à Bourgoin-Jallieu (Isère). 

## Biographie
Il est originaire d'une région très particulière du Dauphiné (Les Terres froides, auxquelles il consacrera un récit autobiographique).
Son parcours professionnel est assez singulier, salarié agricole pendant neuf ans, puis artisan du bâtiment, il se consacre désormais totalement à l’écriture.
Son premier roman, La Part animale (Gallimard, 1994), a été adapté au cinéma par Sébastien Jaudeau.

### Polémique
En août 2018, Yves Bichet publie Trois enfants du tumulte. Dans ce roman, situé dans l'après-Mai 68 à Lyon, l'auteur met en scène un « personnage de fiction » nommé Claire Auzias, caricaturée en « héroïne un peu niaise de la déglingue de l’après-mai ». En septembre 2018, Claire Auzias publie une « Lettre ouverte à mon prédateur littéraire »,.

## Œuvres
- La Part animale, Gallimard, 1994
- Le Rêve de Marie (poèmes), éd. Le temps qu'il fait 1995
- Clémence (poèmes et proses), éd. Le temps qu’il fait 1999
- Le Nocher (roman), Fayard 2000
- Les Terres froides (récit), Fayard 2000
- Peau noire, peau blanche, illustrations de Mireille Vautier, Gallimard jeunesse-Giboulées, 2000
- La Femme Dieu (roman), Fayard 2001
- Chair (roman), Fayard 2002
- Le Papelet (roman), Fayard 2004
- La Papesse Jeanne (roman / réédition en un volume de La femme Dieu, Chair et Le Papelet) Fayard 2005 / Le livre de poche 2007
- Le Porteur d’ombre, (roman) Fayard 2005 / Le Livre de poche 2007
- Resplandy (roman), Seuil 2010
- L’homme qui marche (roman), Mercure de France, 2014, 177 p.  (ISBN 978-2-7152-3463-5)
- L’Été contraire (roman), Mercure de France, 2015
- Indocile (roman), Mercure de France, 2017
- Trois enfants du tumulte (roman), Mercure de France, 2018
- La Beauté du geste (récits), Le Pommier, 2023
- Le Premier Combat (roman), Le Pommier, 2023

## Prix et distinctions
- Prix GLM 1982
- Prix Rhône-Alpes du Livre 1993 pour sa traduction du poète anglais David Constantine (Sorlingues, La Dogana, Genève 1992)
- Prix Nord-Isère pour son roman La Part animale, Gallimard
- Prix Lettres frontière pour son récit Les Terres froides[4]
- Prix Lucioles pour La Femme Dieu
- Prix Printemps du roman pour L'Homme qui marche
- Finaliste Prix Femina 2014 pour L'Homme qui marche[5]
- Sélection Prix Renaudot 2015 pour L'été contraire
- Sélection Prix Femina et Prix Renaudot 2017 pour Indocile
- Finaliste du Prix Femina 2018 pour Trois enfants du tumulte et du Prix France Culture-Télérama